# Provincia di General José Ballivián Segurola
La provincia di General José Ballivián Segurola è una provincia della Bolivia situata nel dipartimento di Beni. Il capoluogo è la città di Reyes.

## Geografia antropica

### Suddivisioni amministrative
La provincia è suddivisa in 4 comuni:
- Reyes
- Rurrenabaque
- San Borja
- Santa Rosa